# Stazione di Minase
La Stazione di Minase (水無瀬駅?, Minase-eki) è una stazione ferroviaria delle Ferrovie Hankyū situata a Shimamoto, nella prefettura di Ōsaka. Presso la stazione fermano solo i treni locali e semiespressi della linea Kyoto.

## Linee
- Ferrovie Hankyū
  - ■ Linea principale Hankyū Kyōto